# Mustapha Aarab
Mustapha Aarab, född 19 januari 2004 i Marocko, är en svensk-marockansk skådespelare.
Mustapha Aarab föddes i Marocko men flyttade tillsammans med sin mamma till Sverige som ung. Han slog igenom som skådespelare i TV-serie Björnstad där han spelade Zack. I nyinspelning av filmen Vinterviken spelade han John John, en av huvudrollerna. För sin rollprestation nominerades han till en Guldbagge för Bästa manliga huvudroll. I SVTs dramaserie Alla andra kan dra åt helvete spelar han Liam, en av huvudrollerna.

## Filmografi (i urval)
- 2020 – Björnstad (TV-serie)
- 2021 – Vinterviken
- 2023 – Forever
- 2025 – Alla andra kan dra åt helvete (TV-serie)